# ألكسندرا روتش
ألكسندرا روتش (بالإنجليزية: Alexandra Roach)‏ هي ممثلة بريطانية، ولدت في 23 أغسطس 1987 في المملكة المتحدة. بدأت مشوارها المهني سنة 2003.

## أعمال

### أفلام
- (2011) المرأة الحديدية[5]
- (2012) آنا كارينينا[6][7]
- (2013) فخ لسندريلا
- (2016)  حرب الشتاء[8][9][10]

### مسلسلات
- يوتوبيا

## وصلات خارجية
- ألكسندرا روتش على موقع IMDb (الإنجليزية)
- ألكسندرا روتش على موقع قاعدة بيانات الأفلام العربية
- ألكسندرا روتش على موقع ألو سيني (الفرنسية)
- ألكسندرا روتش على موقع ميوزك برينز (الإنجليزية)
- ألكسندرا روتش على موقع أول موفي (الإنجليزية)
- ألكسندرا روتش على موقع قاعدة بيانات الأفلام السويدية (السويدية)
- ألكسندرا روتش على موقع قاعدة بيانات الفيلم (الإنجليزية)
- ألكسندرا روتش على موقع كينوبويسك (الروسية)